# Marion de Lorme (Hugo)
Pour les articles homonymes, voir Delorme.
Marion de Lorme (parfois orthographié Marion Delorme) est un drame en cinq actes et en vers de Victor Hugo créé le 11 août 1831 au théâtre de la Porte-Saint-Martin après avoir été interdit par la censure un an et suspendu par l'auteur une autre année. Il a pour sujet la courtisane Marion Delorme, qui vécut sous le règne de Louis XIII.

## Personnages
- Marion de Lorme
- dame Rose
- Louis XIII
- Didier
- de Saverny
- Le Gracieux
- M. de Rohan
- M. de Laffémas
- l'abbé de Gondi
- le marquis de Nangis
- le comte de Gassé
- le comte de Villac
- le comte de Charnacé
- le vicomte de Bouchavannes
- le chevalier de Montpesat
- le chevalier de Rochebaron
- le duc de Baupréau
- le duc de Bellegarde
- le capitaine Quartenier
- L'Angely
- Le Taillebras
- le Scaramouche
- le conseiller
- le crieur public
- un valet
- un hallebardier
- un greffier
- un geôlier
- un mousquetaire
- trois ouvriers

## Résumé

### Acte I - "Le Rendez-vous"

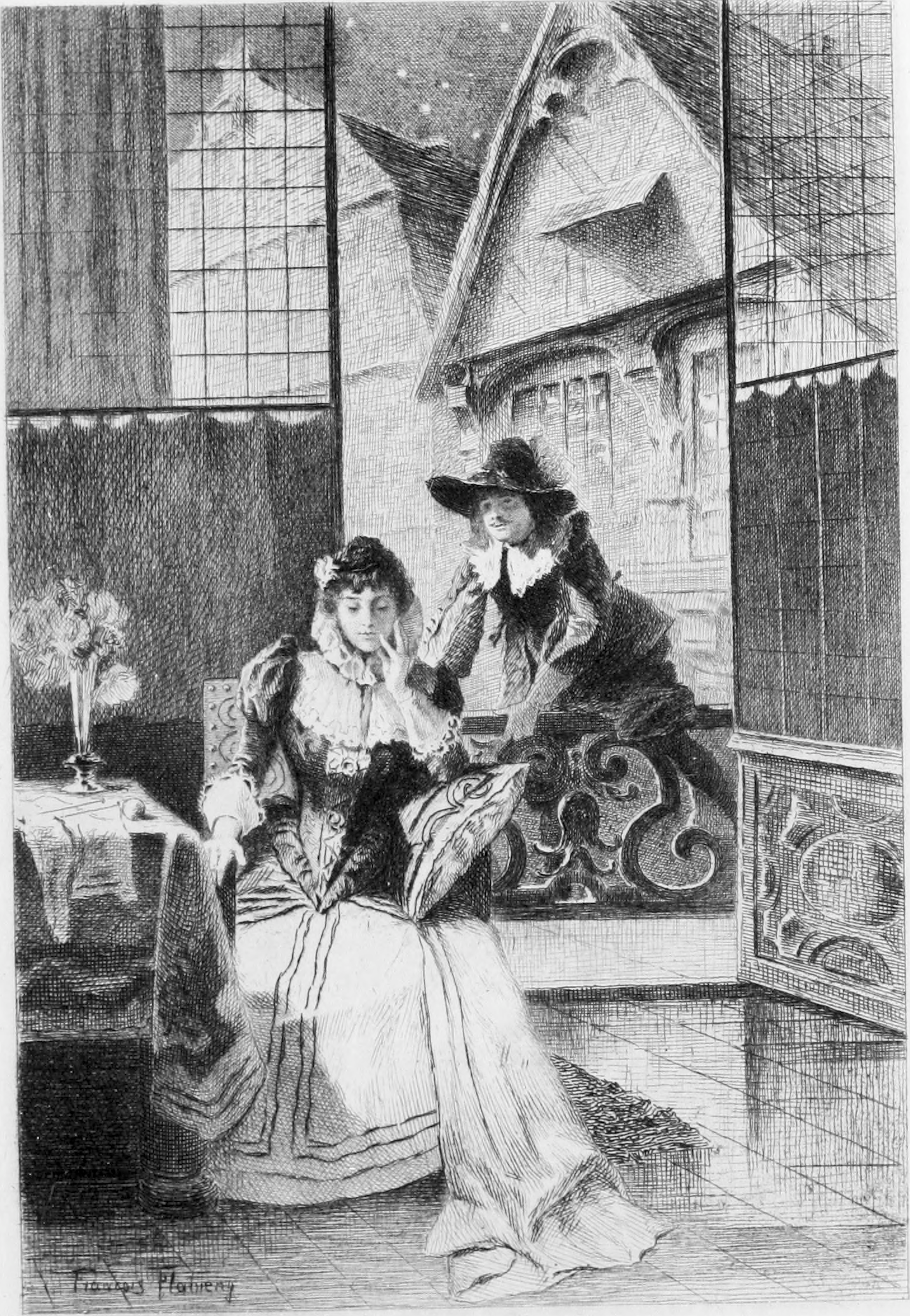
Didier visite Marion de Lorme dans la chambre à coucher.

L'acte se déroule en 1638, à Blois, dans la chambre à coucher de Marion De Lorme. Marion, fameuse courtisane parisienne, a quitté la capitale depuis deux mois, au grand désespoir de ses amants et admirateurs, et s'est réfugiée à Blois. Pressée par Saverny, qui l'a retrouvée, elle avoue qu'elle a un rendez-vous avec un homme nommé Didier - il ne sait pas qui elle est, et elle ignore tout de son identité. Elle pousse Saverny à partir. Survient alors Didier : il confesse son amour à Marion, et la presse de l'épouser, bien qu'il n'ait pas de fortune et soit un enfant trouvé, sans famille. Celle-ci hésite, se jugeant indigne, au désespoir de Didier ; elle semble prête à céder quand celui-ci révèle ce qu'il pense de Marion Delorme, la célèbre courtisane :
Savez-vous ce que c'est que Marion Delorme?
Une femme, de corps belle, et de cœur difforme!
A cet instant, des cris éclatent dans la ruelle voisine : c'est Saverny qu'on attaque. Didier se précipite pour lui venir en aide, s'attirant les remerciements du marquis.

### Acte II - "La rencontre"
L'acte se déroule à Blois, à la porte d'un cabaret. Sont sur scène un groupe de gentilshommes qui s'échangent des nouvelles de Paris : ils débattent du mérite des dernières pièces de Corneille, évoquent leur haine de l'omniprésent et tout-puissant cardinal Richelieu, et la disparition de Marion De Lorme. Celle-ci, annonce Brichanteau, a été vue à Blois (il relate l'épisode de l'acte I) mais a depuis disparu. Surgit un crieur qui vient faire la proclamation d'une ordonnance du roi : les duels sont désormais interdits sous peine de mort.
Didier arrive au cabaret, et une querelle se déclenche entre lui et Saverny (qui ne l'a pas reconnu). Ils commencent un duel, vite interrompu par l'entrée de Marion, qui crie et alerte les archers. Saverny, pour se tirer d'affaire, feint d'être mort ; Didier est arrêté.

### Acte III - "La comédie"
L'acte se déroule au château de Genlis. Entre Saverny, incognito, qui fait au juge Laffemas le récit de sa propre mort. Mais, au cours de la conversation, Saverny apprend que l'homme avec lequel il s'est battu s'appelait Didier ; il comprend que c'est l'amant de Marion, qui lui avait sauvé la vie. Peu après, Laffemas reçoit une lettre qui lui annonce l'évasion de Didier, probablement accompagné par Marion ; il part à leur poursuite.
Marion et Didier entrent alors : ils ont rejoint, pour se cacher, une troupe de comédiens itinérants. On leur distribue leurs rôles. Didier se désespère d'entraîner Marion dans sa fuite, et lui demande encore de l'épouser. Alors que Marion rejoint le reste de la troupe, elle est aperçue par Saverny, qui raconte la mésaventure à Laffemas. Celui-ci réalise aussitôt que le fugitif qu'il cherche doit se trouver parmi les comédiens. Didier, lui, comprend que la femme qu'il aime n'est autre que Marion de Lorme, la courtisane. Révulsé, il se dénonce lui-même à Laffemas, qui l'arrête ; Saverny, pour tenter de le sauver, se démasque ; mais il est arrêté également.

### Acte IV - "Le Roi"
L'acte se déroule dans la salle des gardes du château de Chambord. Laffemas tente de séduire Marion, en vain. Celle-ci est résolue à s'en remettre au roi. Entre Louis XIII, fort en colère contre le cardinal de Richelieu qui l'évince du pouvoir. Marion et le marquis de Nangis (l'oncle de Saverny) implorent la grâce royale pour les deux condamnés. Mais le roi se montre intraitable : il refuse de s'opposer au cardinal. Resté seul avec le roi, l'Angély, son bouffon, entreprend de le convaincre en prétendant que les deux condamnés sont fauconniers (le roi est féru de chasse). À force d'insistance, le roi, faible et indécis, finit par signer la grâce, et Marion part avec.

### Acte V - "Le cardinal"
L'acte se déroule au donjon de Beaugency. Marion, munie de la grâce royale, vient pour faire libérer Didier ; mais la grâce a été révoquée par le cardinal. Confrontée à Laffemas, elle cède finalement, et accepte de se donner à lui en échange de la liberté de Didier. La chose faite, elle entre dans la cour où Didier et Saverny attendent la mort ; mais Didier, toujours en colère, et révolté car il devine ce qu'elle a dû faire pour arriver jusque-là, refuse de la suivre. Les gardes arrivent pour les entraîner ; au dernier moment, Didier confesse son amour à Marion, lui pardonne, et lui demande pardon. Les condamnés marchent vers le supplice ; Marion reste seule en scène, et voit passer la litière du cardinal, qui vient d'assister à l’exécution.

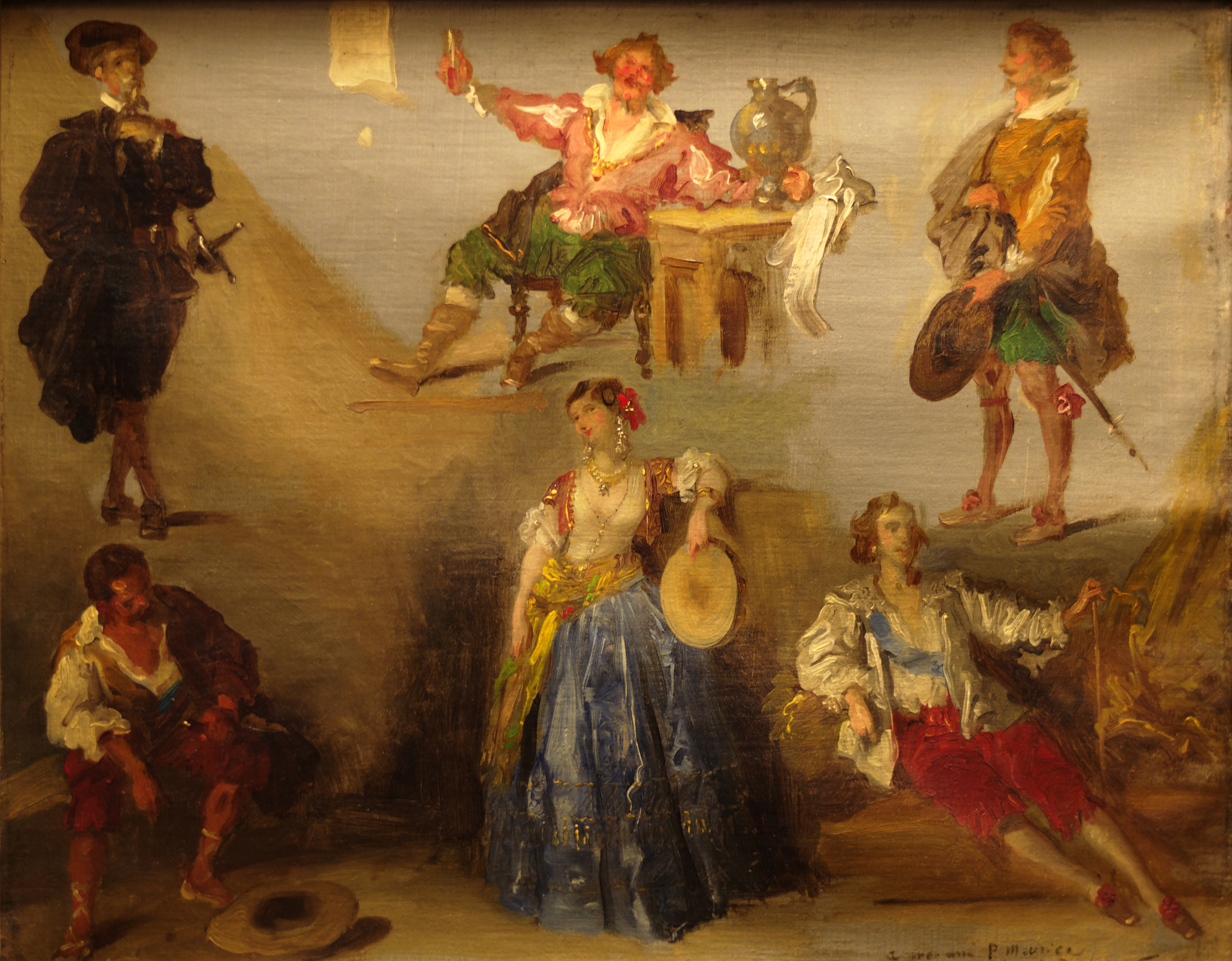
Six personnages de Victor Hugo par Louis Boulanger,
Musée des beaux-arts de Dijon.
Don Ruy Gomez - Don César de Bazan - Don Salluste
Hernani - Esméralda - Saverny

## Genèse de l’œuvre

### Un duel sous Richelieu
Après le succès en 1829 de Henri III et sa cour, de Dumas, première œuvre de la jeune génération romantique à triompher sur la scène du Théâtre-Français, Victor Hugo cherche à son tour à faire jouer un drame sur la première scène française. Ce sera Un duel sous Richelieu (premier titre donné à Marion de Lorme), qu'il rédige entre le 1er et le 24 juin 1829 (les ébauches de la pièce existaient avant cela). La pièce est lue le 9 juillet à des compagnons de route du romantisme (Balzac, Delacroix, Musset, Dumas, Vigny, Sainte-Beuve, Mérimée, et Taylor, alors commissaire royal au Théâtre-Français, entre autres), et présentée aux sociétaires du Théâtre-Français peu après, qui l'acceptent avec enthousiasme.

### Censure de la pièce
La censure royale objecte notamment au quatrième acte de la pièce, qui dépeint un monarque faible (Louis XIII), entièrement sous la coupe d'un homme d’Église (Richelieu), et ne s'intéressant qu'à la chasse. Les censeurs voient dans ce portrait non seulement une attaque contre le système monarchique, mais surtout une allusion à peine voilée à Charles X qui règne alors. Face à cette interdiction de la pièce, Hugo fait appel au ministre (et dramaturge à ses heures) Martignac, en vain, puis demande une audience au roi lui-même, qu'il obtient mais sans succès : la pièce est définitivement interdite le 14 août 1829. En dédommagement, le roi propose à Hugo une pension supplémentaire de quatre mille francs, que celui-ci, indigné, refuse, ce qui fait aussitôt grand bruit dans les journaux. Après la Révolution de 1830, qui installe Louis-Philippe sur le trône, la censure est (temporairement) abolie : Marion de Lorme peut alors être jouée.

### Création
Hugo décide de confier la pièce non plus au Théâtre-Français, mais à celui de la Porte-Saint-Martin, qui vient d'obtenir un triomphe avec Antony de Dumas. Les raisons sont variées : les Comédiens Français sont réticents à laisser Hernani à l'affiche, malgré les protestations d'Hugo ; celui-ci, en outre, est à la recherche d'une troupe (et d'un directeur) plus coopératifs et d'un public plus populaire ; enfin, le théâtre de la Porte-Saint-Martin, n'étant pas subventionné, est plus à même de résister aux tentatives de rétablissement de la censure.
Hugo retravaille légèrement son manuscrit : la fin est modifiée, sur les conseils notamment de Marie Dorval. Didier, qui dans la version d'origine ne pardonnait pas à Marion, fait un revirement de dernière minute.
La générale (ouverte au public) a lieu le 11 août 1831, avec, dans les principaux rôles :
- Marie Dorval : Marion de Lorme
- Bocage : Didier
- Gobert : Louis XIII
- Chéri : Saverny

Malgré l'important investissement matériel en matière de mise en scène, le succès est mitigé. La pièce est jouée jusqu'au 5 novembre 1831.

## Quelques productions
Théâtre de la Porte Saint-Martin, 1885
- Sarah Bernhardt : Marion de Lorme
- Philippe-Étienne Garnier : Louis XIII

Comédie-Française, 1905
- Julia Bartet : Marion de Lorme
- Mounet-Sully : Louis XIII
- Albert Lambert : Didier

Comédie-Française, 1922
- Cécile Sorel : Marion de Lorme
- Raphaël Duflos : Louis XIII
- Albert Lambert : Didier

CDDB-Théâtre de Lorient, 1998
- Jutta-Johanna Weiss : Marion de Lorme
- Jean-Yves Ruf : Didier
- Mise en scène : Éric Vigner

## Adaptations

### Musique
- Marion Delorme (1885), opéra italien d'Amilcare Ponchielli sur un livret d'Enrico Golisciani

### Cinéma
- Marion de Lorme (1912), film français muet d'Albert Capellani
- Marion de Lorme (1918), film français muet d'Henry Krauss

### Télévision
- Marion Delorme (1967), téléfilm français de Jean Kerchbron